# Африканска митология
За африканска митология се приема съвкупността от митологии на народите, населяващи Африканския континент на юг от пустинята Сахара. Африканските митове, с редки изключения, започват да бъдат записвани през ХІХ век, но се приема, че са възникнали значително по-рано и не са претърпели сериозни промени. Типът на различните митологични системи се определя основно от вида на главния персонаж, стоящ в центъра на съответната митология, около който са изградени митологичните представи, тотемните или антропоморфни предци, обожествяването на вождове и владетели, на Слънцето, Земята, водата и т.н. Тези митологични персонажи са определяни обикновено като прародители, демиурзи, културни герои, а нерядко и като трикстери (особено характерно за архаичните митологии на бушмените, хотентотите и др.) В развитите митологии (йоруба, дахомейци), където съществува политеистичен пантеон, в който функциите на божествата са разделени, трикстерите се появяват като самостоятелен персонаж (напр. Легба в дахомейската митология).
Тотемичните вярвания (тотемични предци, зооморфни герои) са намерили отражение преди всичко в архаичните митологии. Все пак, понякога се срещат и при много по-късно създадени митологични концепции (напр. Айдо-Хведо в дахомейската митология). В митологиите, при които върховната власт принадлежи на небесно божество-гръмовержец, зооморфните герои обикновено са негови пратеници и помощници. Например в митовете на бантуезичните племена хамелеонът, по заповед на Мулунгу, дава на хората познанието за получаване на огъня. Проявата на модифицирани тотемни представи в по-късно възникналите религии се изразява в употребата на наименованията на тотемни животни като епитети и определения към имената на богове, обожествявани предци, вождове и владетели. Например слон и голям павиан са прикрепени към името на бога-гръмовержец Мвари от митологията на народите от групата шон. За божеството Няме от митологията на етническата група ашанти е характерно определението великият паяк.
В митологиите на народите в басейна на р. Конго и Западен Судан е развит култът към царските предци. При тях също съществуват елементи от тотемически вярвания, изразени в приписване на предците на царските династии животински произход. Например народите от етническата група фон считат, че членовете на царския род са деца на леопарда.
Широко разпространение в африканската митология са получили представите за антропоморфните родови прародители, които се появяват като демиурзи или културни герои. Такива са например Мукуру при народа хереро, Ункулункулу при зулусите, Моримо при племената суточвана, Мбори при азанде. Понякога при тях надделяват функциите на божества на бурите и гръмовержци. Такива са Мвари при народите от групата шон и Мулунгу при бантуезичните народи от Източна Африка.
При някои народи, при които в ранния стадий на развитие се е появило класово разслоение, централен персонаж става обожественият вожд или владетел. Такава е митологията на народите в междуречието на реките Лимпопо и Замбези, Западен Судан и в басейна на р. Конго. Този тип персонаж понякога е като царски предтеча, първия човек или културен герой, дал на хората огъня, водата, сочната зеленина и др. Именно те са дали на народа занаятите и са го научили на различни църковни обреди. Тенденцията за сливане на митовете за божества и тези за вождове и царе е най-ярко изразена в митологията на народа ганда, населяващ днешна Уганда. В преданията и легендите на този народ централен образ е обожественият цар Кинту, представляващ най-развития тип културен герой.
Сакрализацията на царската власт е характерна и за развитите народи от Западна Африка. Държавната религия на древния Бенин се характеризира с култа към царските прадеди. Техните духове се почитат като общонародни божества и в несъществуващите вече държави Ашанти, Буганда, Китара, Уньоро (народа луо) и Източен Судан (народа никанг).
Характерни за африканската митология са и божествата, олицетворяващи природни явления и небесни обекти. При племето хадзапи това са Хайне (Луната) и Ишоко (Слънцето). Те са централен персонаж в племенните вярвания, демиурзи и културни герои. Известни са и митовете за слънчевото божество Изува на народността паре. Интересно е, че сравнително новият бог Изува измества по-древния бог и създател на света Киумбе. При много други народи местата на древните божества на Слънцето се заемат от по-нови. Първоначално съществуват паралелно с тях и постепенно старите богове предават функциите си на новите. Така например при народа мбугве Слънцето започва да се назовава с името на бог Мулунгу. В молитвите си за здраве хората от народността хохо се обръщат към Мулунгу така, като че ли се молят на Слънцето. Постепенно към имената на божествата се присъединява и името на Слънцето, като поясняващ термин.
Често срещани са и божествата-гръмовержци. Те са олицетворение на бурите, гръмотевиците, мълниите, дъжда и т.н. Такива са Леза при народите от горното и средно течение на р. Замбези, Замбия и южната част от басейна на р. Конго. При племената кикую и камба това е богът на дъжда Нгаи, а при племето динка – Денгдит. Възниквайки първоначално като персонификация на природни явления, божествата-гръмовержци са се променили под влияние на представите, свързани с култа към предците. От друга страна, същите предци са дарявани с черти, характерни за тези богове. При взаимното сливане на този вид персонажи се е получил единният митологичен тип на предците-гръмовержци.
Често двойката божества на небето и земята се характеризират като прародители. Те се съчетават в брак и раждат Слънцето, Луната и други небесни светила. Такива са Няме и Асасе Афуа в митологията на ашанти, Абаси Оса и Абаси Нси при екоите, Чи и Ала при игбо, Ете Абаси и Ека Абаси при народа ибибо и много други.
В митологията на някои народи (напр. догони и бамбара) главна роля в създаването и организацията на Вселената играят не небесни светила, а божествата или духовете на водата. Такива са например Фаро – богът на водата в митологията на бамбара, божествените близнаци Номо при догоните и др.
В митологията на народите, постигнали високо развитие на държавите си, обикновено пантеонът на боговете е политеистичен. Такива са фон, йоруба, ганда, народите в Бенин и някои други. Пантеонът се оглавява от божество, почитано като създател на всички останали богове и богини. Второстепенните божества изпълняват ролята на негови деца и служители, но всяко от тях има своя самостоятелна област на действие и функции. Като правило характеристиката на главното божество е твърде неопределена, за разлика от тази на подчинените му божества. То отстъпва по сила и яркост на художественото въплъщение на образите на своите „подчинени“. Най-често е някакво абстрактно „небесно“ божество (deus otiosus) със слабо изразена връзка с природните явления и без точно установени функции. Такъв например е Олорун, върховният бог на йоруба, който предал управлението на небесния свод и света в ръцете на Обатале и не се бъркал в живота и делата на хората. Главата на пантеона често е и като царски предтеча или велик жрец. Имана например е върховен бог в митологията на бантуезичните народи няруанда и рунди. На него са подчинени редица обожествени царе, царски предци и дори прадеди на други хора от знатно потекло. Такива са също Катонда от митологията на ганда, Вамара – при някои народи в Уганда и др.
У някои народи в Западна Африка (догони, бамбара, моси, мандинка, бозо, курумба и др.) митологичните представи са оформени в митологични системи, отличаващи се с голяма сложност и развита символика. В създаването на тези „вторични“ митологии голяма роля играят жреческата институция и системата на тайните общества.
Митологическите представления преминават в различни жанрове на африканския фолклор, отличават се с висока степен на архаика и са силно свързана с народните легенди. Както и с митологичните африкански епически герои като Судика-Мбамби в бившата Заир, Ангола и Замбия, Сундята в Западна Африка, Фаран в Западен Судан, Лианжа по поречието на р. Конго и др.

## Митология на различните африкански народи
- Ашанти
- Бантуезични народи
- Бушмени
- Ганда
- Динка
- Догони
- Ибибио (ибибо)
- Игбо
- Йоруба
- Койкой (хотентоти)
- Малгаши
- Фон (дахомейска митология)
- Хадзапи